# Petalidi
Petalidi (griechisch Πεταλίδι, (n. sg.)) ist eine Kleinstadt auf der Messenischen Halbinsel, dem westlichsten ‚Finger‘ der Peloponnes und seit 2011 ein Gemeindebezirk der Gemeinde Messini. Petalidi war von 1997 bis Ende 2010 Verwaltungssitz einer gleichnamigen Gemeinde.

## Lage
Petalidi ist an der Westküste des Messenischen Golfs an der Straße gelegen, die das weiter südlich gelegene Koroni mit Kalamata verbindet, südlich der Nationalstraße 82 Pylos–Kalamata.
Petalidi grenzt im Süden an Epia, im Westen an Chiliochora, Pylos und Voufrades, im Norden an Aristomenis, im Nordosten an Messini und im Osten ans Meer.
Die Landschaft ist überwiegend durch felsiges Bergland mit wenig Buschwerk geprägt; um Petalidi herum gibt es Landwirtschaft, ferner einige Kiefernwälder.
Die Bucht nördlich des Ortes Petalidi wird Petalidi-Bucht genannt.

## Geschichte
Im Gebiet von Karpofora bei Nichoria, auf einem von Oliven und Feigen bestandenen Hügel, wurden 1970 bei Ausgrabungen nicht nur Architekturreste aus dem Mittelhelladikum (ca. 2000–1600 v. Chr.), sondern auch Überbleibsel aus früheren Epochen sowie Gebäude aus Spät- und submykenischer Zeit gefunden.
Im Gebiet von Petalidi lag die antike Stadt Korone (während das heutige Koroni auf dem Gebiet des antiken Asine liegt). Das antike Korone wurde 365 vor Chr. von Böotiern neu besiedelt, nachdem Messenien durch Epaminondas von der Herrschaft Spartas befreit war. Ab 184 vor Chr. gehörte es zum Achäischen Bund, im 2. Jahrhundert nach Chr. zeitweise zu Sparta. Im Mittelalter war Korone noch Bischofssitz, jedoch wanderten die Bewohner später nach Süden ab, wodurch sich auch der Ortsname auf das heutige Koroni übertrug.
Im Griechischen Befreiungskrieg landete 1828 General Maison mit einer französischen Truppe bei Petalidi; es gelang ihm, die Türken unter Ibrahim Pascha von der Peloponnes zu vertreiben. Erst im 19. Jahrhundert wurde das heutige Petalidi durch Einwanderer von der Halbinsel Mani wieder besiedelt; da die Manioten ihre Gebräuche (Blutrache, Gastfreundschaft) und ihre Mundart beibehielten, blieb Petalidi über Generationen eine Dependance der Mani.

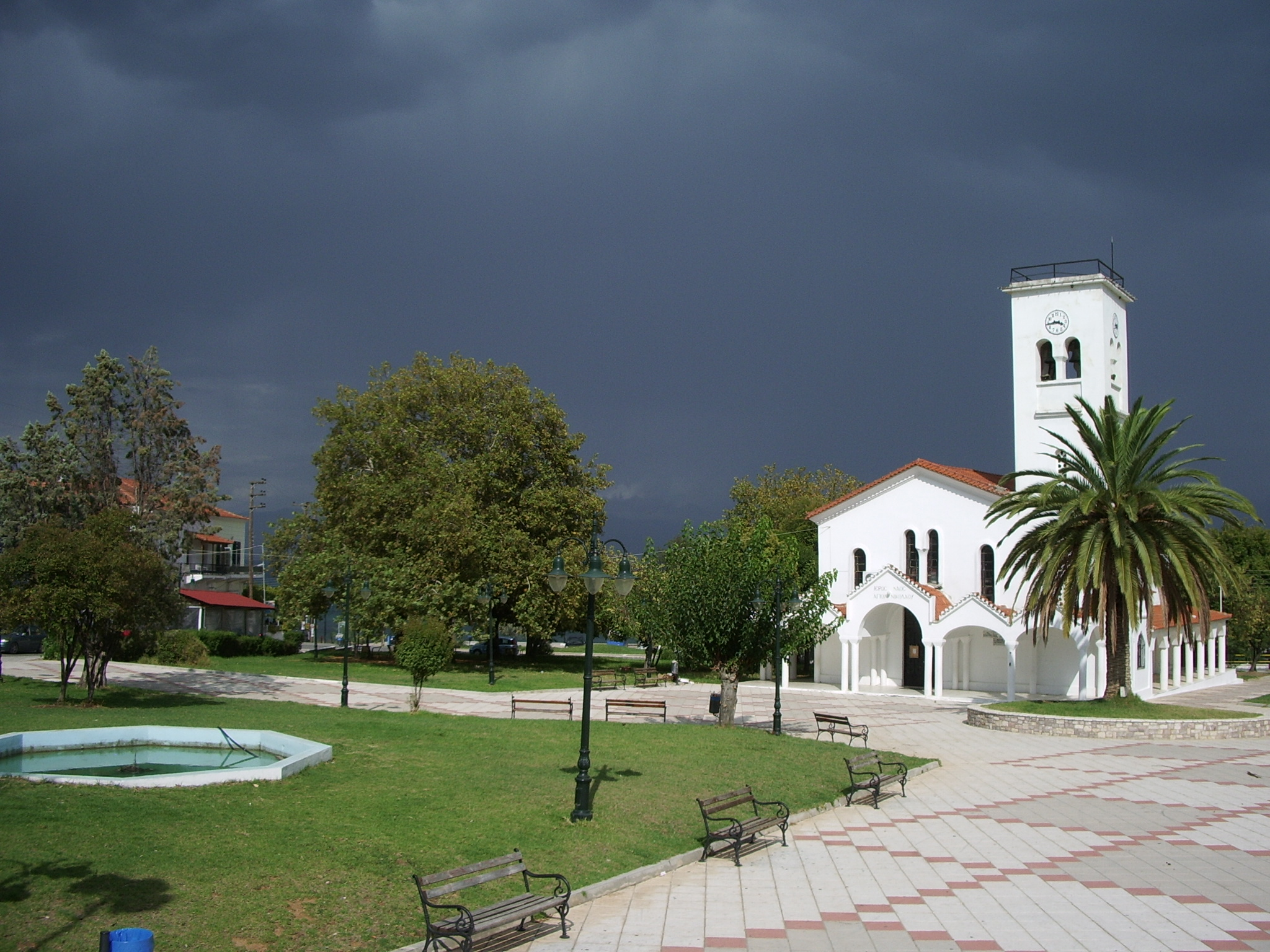
Zentraler Platz mit Kirche, dahinter der Hafen
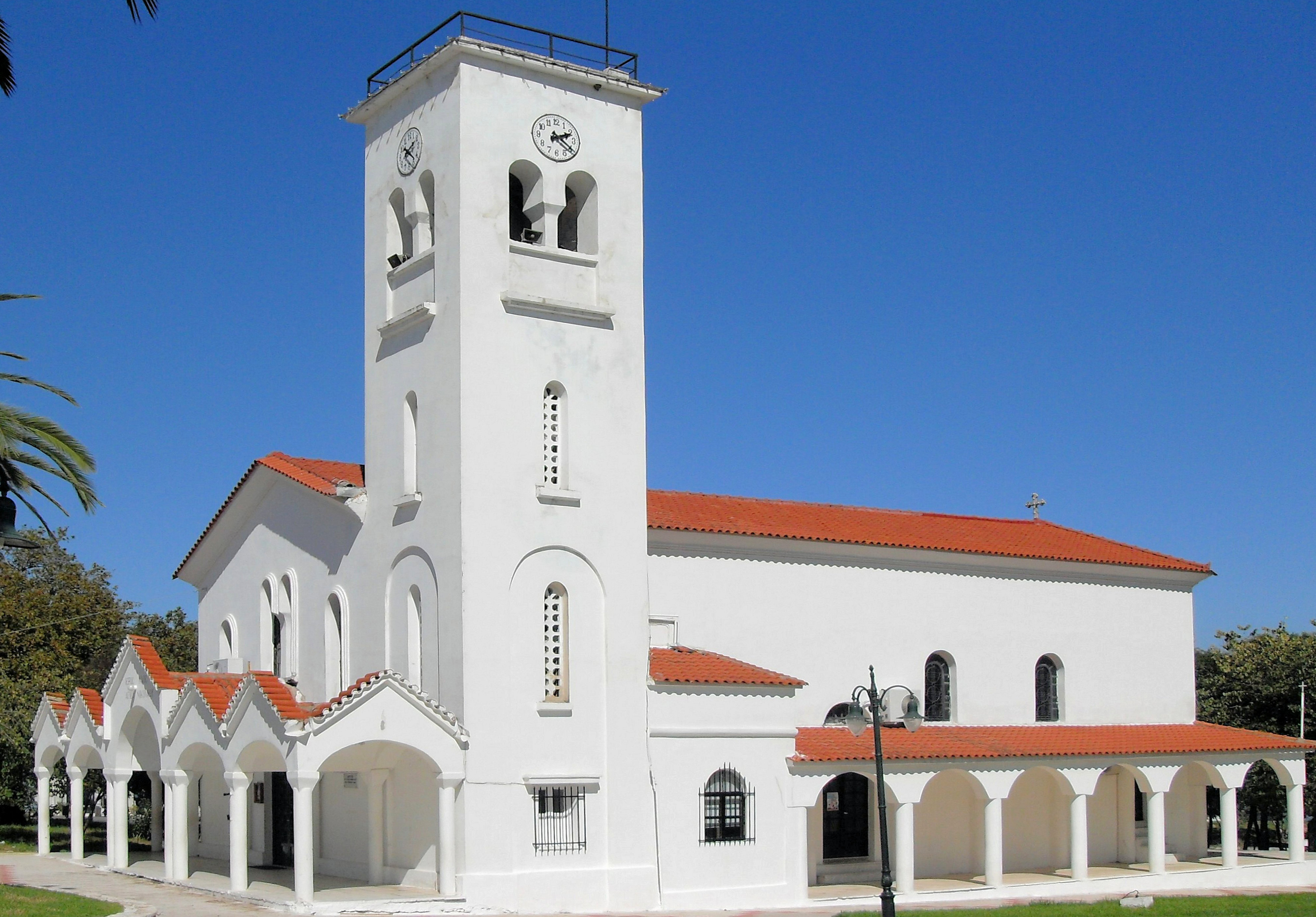
Kirche Agios Nikolaos in Petalidi

## Dörfer und Siedlungen
Die Gemeinde Petalidi wurde 1997 aus 12 vorher selbständigen Gemeinden gebildet, die nun als Ortsgemeinschaften lokale Vertretungen in der Gemeinde Messini wählen:
- Achladochori, 344 Einwohner,
- Daras, 293 Einwohner,
- Drosia, 75 Einwohner,
- Kalochori, 133 Einwohner,
- Karpofora, 176 Einwohner. In der Gegend bei Niochoria befindet sich eine Ausgrabungsstätte, ferner die byzantinischen Kirchen Zoodochos Pigis und Agios Nikolaos.
- Kastania, 44 Einwohner,
- Kokkino, 83 Einwohner,
- Lykissa, 71 Einwohner,
- Mathia, 60 Einwohner, ein kleines Dorf am Fuße des Berges Lykodimos. Zur Zeit der Osmanenherrschaft wird es unter der Bezeichnung Dranka erwähnt. Die Piraten unter Chaireddin Barbarossa zerstörten die damalige Siedlung. Am Dorfeingang erinnert ein Denkmal an die Griechischen Freiheitskämpfe, während derer es hier Kämpfe gab.
- Neromylos, 324 Einwohner,
- Paniperi, 380 Einwohner, mit den Ruinen eines venezianischen Kastro,[4]
- Petalidi, 1.244 Einwohner, Sitz der ehemaligen Gemeinde.

## Wirtschaft und Infrastruktur
Mit ausgedehnten Sandstränden, etlichen Fischtavernen und anderen Gastronomiebetrieben, Hotels, einem Campingplatz namens Petalidi Beach, Auto- und Fahrradvermietung verfügt die Gemeinde über eine gute touristische Infrastruktur.
Nicht weit von der Ortsmitte liegt ein Kloster.